# マイケル・カーター
マイケル・カーター（Michael D'Andrea Carter、1960年10月29日 - ）は、アメリカ合衆国のアメリカンフットボール選手。陸上競技選手。1984年ロサンゼルスオリンピックの銀メダリストである。テキサス州ダラス出身。

## 経歴
高校時代に12ポンド（5.44 kg）の砲丸で24m78という全米高校記録を樹立。
南メソジスト大学在学中には、全米大学選手権において、室内で4回、屋外で3回の優勝を果たし。1984年にはロサンゼルスオリンピックに出場。21m09でイタリアのアレッサンドロ・アンドレイに次いで銀メダルを獲得した。
ロサンゼルスオリンピックの直前に行われた1984年のNFLドラフトにおいて、カーターは、サンフランシスコ・フォーティナイナーズから5順目、121番目に指名され、オリンピック後フォーティナイナーズに入団。1年目のシーズンからディフェンシブタックルとして活躍し、スーパーボウル優勝を果たしている。カーターは、1992年シーズンまで9年間フォーティーナイナーズのみに在籍。プロボウルにも3度の出場経験をもつ。
カーターの娘のミッシェル・カーターもまた砲丸投の選手であり、2006年の全米大学選手権チャンピオンで、2008年には北京オリンピックに出場し15位という成績を残している。

## 主な実績
| 年   | 大会             | 場所                         | 種目   | 結果 | 記録  |
| ---- | ---------------- | ---------------------------- | ------ | ---- | ----- |
| 1981 | ユニバーシアード | ブカレスト(ルーマニア)       | 砲丸投 | 1位  | 20m19 |
| 1983 | ユニバーシアード | エドモントン(カナダ)         | 砲丸投 | 1位  | 19m74 |
| 1984 | オリンピック     | ロサンゼルス(アメリカ合衆国) | 砲丸投 | 2位  | 21m09 |